# The Kill Team (film 2019)
The Kill Team è un film del 2019 diretto da Dan Krauss, con protagonisti Nat Wolff e Alexander Skarsgård.
È basato sull'omonimo documentario del 2013 riguardo al caso del cosiddetto Kill Team, un gruppo di soldati dell'esercito degli Stati Uniti che tra il 2009 e il 2010, durante la Guerra in Afghanistan, si rese responsabile delle esecuzioni sommarie di diversi civili afghani nel distretto di Maywand.

## Trama
Andrew Briggman, un soldato americano di stanza in Afghanistan, viene assegnato al plotone del carismatico sergente Deeks. Durante un'operazione di antiterrorismo, assiste all'uccisione a sangue freddo di un civile disarmato, evento che viene prontamente insabbiato da Deeks e dagli altri commilitoni. Questi "incidenti" continuano a ripetersi e Briggman, che vorrebbe denunciare ciò che sta accadendo, finisce per trovarsi in una posizione pericolosa.

## Distribuzione
Il film è stato presentato in anteprima il 27 aprile 2019 al Tribeca Film Festival. Viene distribuito nelle sale cinematografiche statunitensi da A24 a partire dal 25 ottobre 2019.
In Italia il film è stato distribuito a partire dal 17 ottobre da Eagle Pictures.